# ヨンドシーホールディングス
株式会社ヨンドシーホールディングス（英: YONDOSHI HOLDINGS INC.）は、ジュエリーブランド「4℃」を展開するエフ・ディ・シィ・プロダクツと、アパレル小売り・卸売り事業を展開するアスティとによる持株会社。対外的には「4℃ホールディングス」の表記を用いている。
広島県発祥の企業だが、現在は本社を東京都品川区に置く。

## 沿革
- 1950年5月18日 - 広島県広島市において繊維問屋である十和織物株式会社（とおわおりもの）を設立。
- 1951年2月 - 商号を十和株式会社（とおわ）に変更。
- 1972年12月 - 広島証券取引所に上場。
- 1991年9月 - 商号を株式会社アスティに変更。
- 2000年3月 - 東京証券取引所市場二部に上場（広島証券取引所と東京証券取引所の合併による）。
- 2006年9月1日 - アスティがエフ・ディ・シィ・プロダクツ（1986年4月設立）を完全子会社化した上で、株式会社F&Aアクアホールディングスに商号変更。同時に事業会社として新たに株式会社アスティを株式分割により設立。F&Aアクアホールディングスは東京証券取引所市場一部指定。この経緯があり、証券コード協議会による所属業種は「卸売業」となっていた。
- 2013年9月1日 - 商号を株式会社ヨンドシーホールディングスに変更[1]。
- 2013年10月1日 - 証券コード協議会による所属業種を卸売業から小売業へ変更[2]。
- 2019年1月22日 - 2018年11月26日から同年12月21日に実施した株式公開買付けにより株式会社フジが保有していた当社の株式すべてを取得したことにより、株式会社フジは当社の筆頭株主でなくなる[3]。
- 2019年2月28日 - 子会社の株式会社アスティが保有していた株式会社フジの株式の一部が資本業務提携先のイオン株式会社へ譲渡されたことに伴い、株式会社フジは当社の持分法適用関連会社でなくなる[4]。

## 関連会社
- 株式会社エフ・ディ・シィ・プロダクツ
  - 株式会社エフ・ディ・シィ・フレンズ
- 株式会社アスティ
  - 株式会社アスコット
  - 株式会社アロックス
- 株式会社アージュ - 総合衣料専門店「パレット」の運営。
- 株式会社ハートフルアクア